# Поганий вплив
«Поганий вплив» — художній фільм кримінального жанру режисера Кертіса Хенсона.

## Опис
Майкл Болл, фінансовий аналітик, який має абсолютно все: хорошу освіту, багато грошей, чарівну наречену з вищого суспільства і його майбутнє виглядає райдужним і перспективним чином. Але в той же час Майкл стає відмінною мішенню для шахраїв, так як його подальші дії досить легко вгадати і він завжди буде робити виключно правильні речі. Одного разу він випадково знайомиться з Алексом — чарівним, фатальним чоловіком, що любить спиртне, жінок і небезпеку. Алекс вирішує підтримати Майклу і запрошує його в свій світ небезпечних і темних пригод. Перший час Майкл відчуває себе підкорювачем цього світу і насолоджується своїми новими свободами, але незабаром він розуміє, що все має свою ціну.

## У головних ролях
- Роб Лоу
- Джеймс Спейдер
- Ліза Зейн
- Марсія Кросс
- Розалін Лендор
- Тоні Маджіо
- Палмер Лі Тодд
- Кетлін Уілхойт
- Санні Сміт
- Сьюзен Лі Хоффман
- Девід Духовни